# Фоксфорд
Фоксфорд (на английски: Foxford; на ирландски: Béal Easa) е село в северозападната част на Ирландия, графство Мейо на провинция Конахт. Разположен е около река Мой и на 2 km от брега на езерото Лох Кон. Има жп гара по линията от Балина към вътрешността на страната, която е открита на 1 май 1868 г. Разстоянието до Балина е 16 km на север от Фоксфорд. От 1892 г. тук функционира фабрика за вълнена прежда. Населението му е 1058 жители от преброяването през 2006 г.